# Lowell Lee Andrews
Lowell Lee Andrews (21 de septiembre de 1940 – 30 de noviembre de 1962) fue un estudiante de segundo año de la Universidad de Kansas condenado por asesinar a sus padres y a su hermana el 28 de noviembre de 1958, crimen por el que fue ejecutado cuatro años más tarde.

## Antecedentes
Andrews, un joven estudiante de zoología que tocaba el fagot en la banda escolar, era descrito por el periódico de su ciudad natal como el “chico más agradable de Wolcott”. Mientras tanto, el joven de 18 años soñaba con envenenar a toda su familia y viajar a Chicago para convertirse en un gánster y asesino a sueldo profesional. 
Andrews y su hermana, Jennie Marie, fueron a casa para celebrar el Día de Acción de Gracias, en noviembre de 1958. Jennie Marie miraba la televisión junto a sus padres, mientras que Andrews estaba arriba, en su alcoba, leyendo Los Hermanos Karamazov. Apenas terminó de leer la novela, Andrews se afeitó, se puso un traje y bajó las escaleras con un rifle calibre .22 y un revólver. 
Al entrar a la habitación en donde se encontraban sus padres y su hermana, Andrews encendió la luz y abrió fuego con su rifle. A su hermana, de 20 años, le disparó entre los ojos, para después dispararle a su padre, de 50 años y a su madre, de 42. Su madre balbuceó e intentó acercársele, pero Andrews le disparó tres veces más hasta quitarle la vida. Su padre quiso arrastrarse hacia la cocina, pero fue detenido por los múltiples disparos de revólver. En total, Andrews le disparó 17 veces.
Tras abrir la ventana, intentando que el crimen pareciera un robo, Andrews abandonó la casa y condujo hacia Lawrence, un pueblo cercano. Condujo hasta su apartamento para establecer una coartada, alegando que había tenido que recoger su máquina de escribir para redactar un ensayo y fue después al cine Granada, donde vio Mardi Gras (1958), protagonizada por Pat Boone. Cuando la película terminó, condujo hasta el río Kansas, desmontó las armas y las arrojó al río desde el puente de la calle Massachusetts. Luego regresó a casa y llamó a la policía para informar sobre el robo en la casa familiar. Cuando la policía llegó, notaron que Andrews parecía despreocupado por la muerte de su familia, esperándoles en el porche jugando con su perro. Al ser interrogado, Andrews argumentó su inocencia, hasta que el pastor Vertio C. Dameron, un ministro bautista que conocía a la familia, lo convenció de confesar.

## Sentencia y ejecución
Andrews se declaró inocente por demencia, pero fue declarado culpable y sentenciado a muerte. Su solicitud de clemencia al gobernador de Kansas, John Anderson Jr. fue denegada.
Su última comida fueron dos pollos fritos con puré de papa, guisantes y pastel de manzana con helado. A pesar de las nuevas apelaciones, el Tribunal Supremo de los Estados Unidos mantuvo la condena y el Estado de Kansas ejecutó a Andrews en la horca el 30 de noviembre de 1962, a la edad de 22 años. Andrews se negó a pronunciar últimas palabras. Su corazón tardó 19 minutos en dejar de latir.
Andrews estuvo en el pabellón de la muerte de la Correccional Lansing al mismo tiempo que Richard Hickock y Perry Smith, autores del asesinato de la familia Clutter y protagonistas de A Sangre Fría, novela escrita por Truman Capote en 1965. En dicha novela, Capote recoge el testimonio de Richard Hickock, quien declaró que Andrews dedicó las tardes previas a su ejecución a fumar puros, beber Coca Cola y escribir poemas. Andrews le comentó a Hickock que uno de sus tíos le había comprado un ataúd para enterrarlo en Misuri, junto a su hermana y sus padres. La tarde en que fue conducido a la horca, el joven le entregó a Hickock un pequeño papel en donde escribió el siguiente fragmento:

"La ostentación heráldica, 
la pompa del poder y toda esa belleza, toda esa riqueza recibida 
aguardan juntos la hora inevitable: 
los senderos de gloria solo conducen a la tumba".
Elegía escrita en un cementerio de campaña. Thomas Gray, 1751

En las últimas páginas de A Sangre Fría, Hickock, en voz de Capote, declara lo siguiente sobre Andrews:

"Yo le tenía verdadera simpatía a Andy. Estaba loco. No loco de verdad como no han dejado de repetir. Sino que, ¿sabe?, un poco chiflado. Hablaba siempre de escaparse de aquí y de ganarse la vida como pistolero. Le gustaba imaginarse en Chicago o en Los Angeles con un fusil ametrallador metido en un estuche de violín. Cargándose a tíos. Decía que pediría mil dólares por cabeza.

—Pero para la edad que tenía es la persona más inteligente que yo he conocido. Una biblioteca humana. Cuando el muchacho leía un libro, todo le quedaba grabado. Desde luego no sabía ni una mala puñeta de la vida. Yo soy un ignorante, excepto cuando se trata de la vida. Las he pasado todas. He visto azotar a un blanco. He visto nacer críos. He visto a una chica, que no tendría más de catorce años, acostarse con tres tipos al mismo tiempo y darles lo que su dinero valía. Un día me caí́ de un barco a cinco millas de la costa. Nadé cinco millas con la vida que se me iba a cada brazada. Una vez le estreché la mano al presidente Truman en el vestíbulo del Hotel Muehlebach. A Harry S. Truman. Cuando trabajaba en el hospital, al volante de una ambulancia, vi todo lo que hay que ver: cosas que harían vomitar a un perro. Pero Andy no sabía nada de nada, salvo lo que había leído en los libros.

Era inocente como un crío, como un niño que se come un cartucho de rosetas. No había estado nunca, ni una sola vez, con una mujer. Hombre o mula. Lo dijo él mismo. Quizá fuera eso lo que más me gustaba de él. Que no contaba cuentos. Todos los demás somos un hatajo de embusteros. Yo soy uno de los peores. De algo hay que hablar. Fanfarroneas. De otro modo no eres nadie, nada, una patata vegetando en un limbo de tres metros por dos. Pero Andy nunca se nos unió́. Decía que de qué servía contar montones de cosas que nunca habían sucedido."